# Madonna Blyth
Madonna Blyth (Brisbane, 30 de noviembre de 1985) es una exjugadora australiana de hockey sobre césped.

## Trayectoria
Blyth debutó con la selección australiana en un partido por el Champions Trophy 2004 ante Argentina. Con su selección disputó los Juegos Olímpicos de Pekín 2008, Londres 2012 y Río 2016. Blyth jugó más de 300 partidos con su país.